# Erik Lindström (Skispringer)
Erik Valter Lindström (* 2. Januar 1918 in Örnsköldsvik; † 2. September 1955 ebenda) war ein schwedischer Skispringer.

## Werdegang
Bei den Nordischen Skiweltmeisterschaften 1938 in Lahti erreichte Lindström den 21. Platz. Beim Holmenkollen-Skifestival 1940 belegte er den dreizehnten Rang. Bei den inoffiziellen nordischen Skiweltmeisterschaften 1941 in Cortina d’Ampezzo wurde er Sechster, was sein bestes internationales Karriereresultat darstellte. Der für den Verein IF Friska Viljor startende Lindström gehörte bei den ersten Olympischen Winterspielen nach dem Zweiten Weltkrieg zum schwedischen Kader und war bei der Eröffnungszeremonie der Flaggenträger. Im Einzelspringen auf der Olympiaschanze stürzte er im ersten Durchgang und trat zum zweiten Durchgang nicht mehr an. Bei den Lahti Ski Games 1950 wurde er Siebter.
Lindström gewann zwischen 1940 und 1948 zwölf nationale Titel, darunter vier Einzeltitel (1940, 1943, 1944 und 1945) sowie acht Mannschaftstitel in Folge.